# 科莫湖 (佛羅里達州)
科莫湖（英語：Lake Como）是位於美國佛羅里達州普特南縣的一個非建制地區。該地的面積和人口皆未知。

## 地理
科莫湖的座標為29°29′02″N 81°34′22″W / 29.48389°N 81.57278°W，而該地的平均海拔高度為21米（即69英尺）。